# 活跃大眼蟹
活跃大眼蟹（学名：Macrophthalmus verreauxi）为沙蟹科大眼蟹属的动物。分布于日本、澳大利亚、印度尼西亚、科科斯群岛、新加坡、泰国湾、印度、红海、马达加斯加以及中国大陆的海南岛等地，生活环境为海水，常栖息于浅水软泥底。